# روحانية (تيار ديني)
الروحانية هي ديانة إحيائية، تم تدوينها في القرن التاسع عشر من قبل المعلمة الفرنسية هيبوليت ليون دنزيرد ريفيل، تحت الاسم المستعار ألان كارديك؛ وتنص على دراسة «الطبيعة، والمصدر، ومقدار الأرواح، وعلاقتها بالعالم المادي».
سرعان ما انتشرت الروحانية إلى دول أخرى، حيث أصبح اليوم 35 دولة ممثلة في المجلس الروحاني الدولي.
تفترض الروحانية أن البشر هم في جوهرهم أرواح خالدة تسكن الأجسام المادية مؤقتًا لعدة تجسيدات ضرورية لتحقيق تحسن أخلاقي وفكري. كما يؤكد أن الأرواح، من خلال الوسيط السلبي أو النشط، قد يكون لها تأثير مفيد أو مؤثر على العالم المادي.
ظهر المصطلح لأول مرة في كتاب كارديك، كتاب الأرواح، الذي سعى للتمييز بين الروحانية والروحانيات.
أثرت الروحانية على الحركة الاجتماعية لمراكز العلاج، والمؤسسات الخيرية والمستشفيات التي يشارك فيها الملايين من الناس في عشرات البلدان، وتُعتبر البرازيل الدولة ذات عدد أكبر الأتباع.